# Rheinsberger Rhin und Hellberge

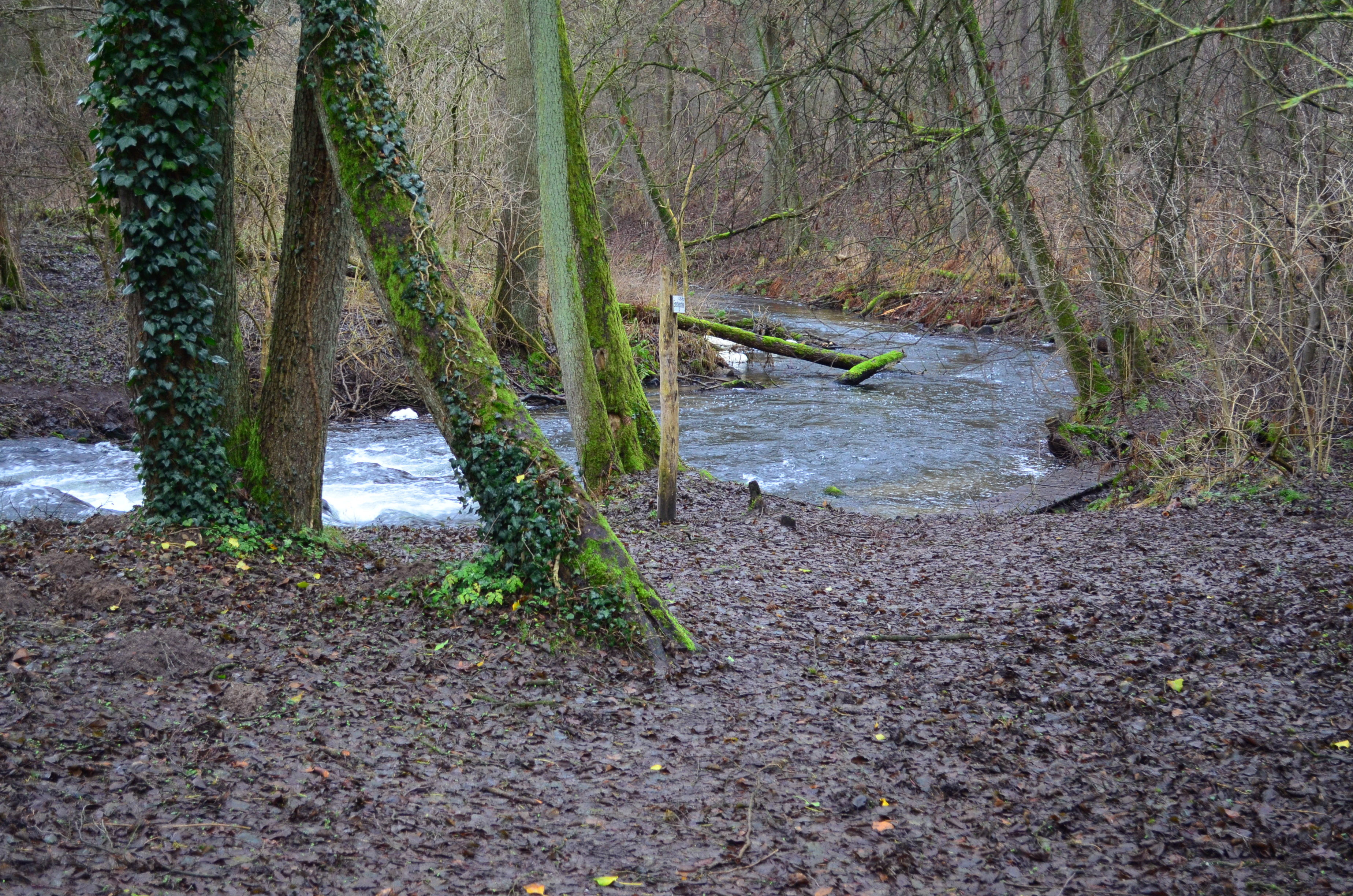
Rhin nördlich Rheinshagen

Das Naturschutzgebiet Rheinsberger Rhin und Hellberge liegt auf dem Gebiet der Städte Neuruppin und Rheinsberg im Landkreis Ostprignitz-Ruppin in Brandenburg.
Das Gebiet mit der Kenn-Nummer 1617 wurde mit Verordnung vom 10. Februar 2009 unter Naturschutz gestellt. Das 978 ha große Naturschutzgebiet erstreckt sich südlich der Kernstadt Rheinsberg. Am östlichen und südlichen Rand des Gebietes verläuft die B 122, unweit südwestlich fließt der Rhin, ein rechter Nebenfluss der Havel.